# Arco (Italia)
Arco es una localidad y comune italiana de la provincia de Trento, región de Trentino-Alto Adige, con 16 421 habitantes.

## Historia
Feudo junto con Nago-Torbole de los condes de Arco, fue ocupada por las tropas de Fernando II de Austria entre 1579-1614. Durante la guerra de sucesión española fue ocupada y saqueada por las tropas francesas y bávaras comandadas por Luis José de Vendôme en septiembre de 1703.

## Evolución demográfica

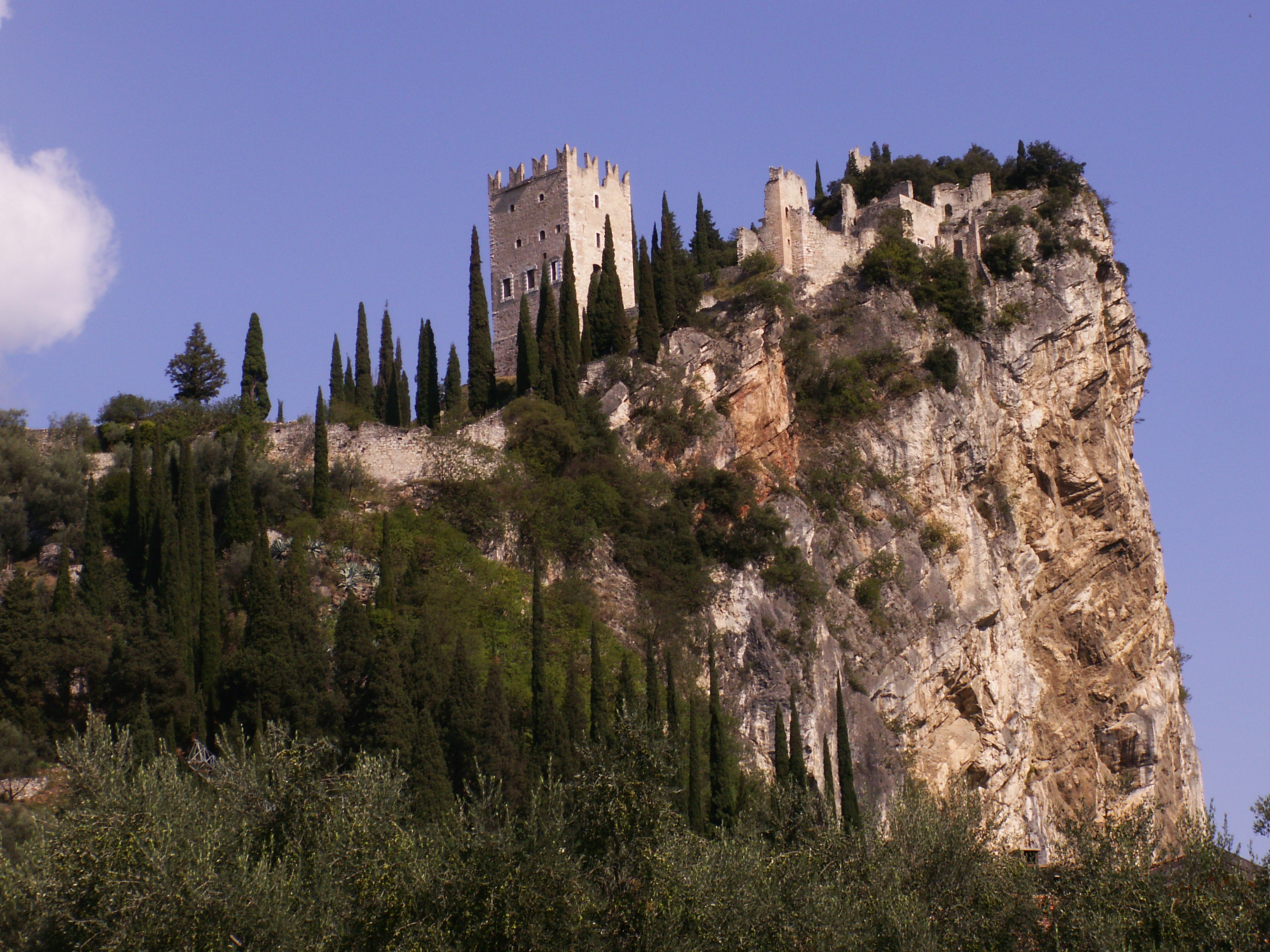
Ruinas del Castillo de Arco.

| Gráfica de evolución demográfica de Arco entre 1861 y 2011 |
|                                                            |
| Fuente ISTAT - elaboración gráfica de Wikipedia            |